# Seznam nemških teologov
Seznam nemških teologov.

## A
- Thomas Abbt (1738–1766)
- Heinrich Abeken (1809–1872)
- Johann Georg Abicht (1672–1740)
- Jacob Georg Christian Adler (1756–1834)
- Johannes Agricola (1494–1566)
- Kurt Aland (1915–1994)
- Johann Heinrich Alsted
- Eusebius Amort (1692–1775)
- Johannes Valentinus Andreae (1586–1654)
- Arnold Angenendt
- Peter Antes (1942) (religiolog)
- Johann Arndt (1555–1621)

## B
- Franz Xaver von Baader (1765–1841)
- Karl Friedrich Bahrdt (1741–1792)
- Karl Barth (1886–1968)
- Bruno Bauer (1809–1882)
- Walter Bauer
- Wilhelm Bäumer (1783–1848)?
- Augustin Bea (1881–1968)
- Karl Josef Becker (1928–2015)
- Papež Benedikt XVI. (Joseph Ratzinger) (1927)
- Johann Albrecht Bengel (1687–1752)
- Gerhard Besier
- Günter Biemer (1929–2019)
- Albert Biesinger (1948)
- Eugen Biser (1918–1914)
- Jacob Böhme (1575–1624)
- Dietrich Bonhoeffer (1906–1945)
- Günther Bornkamm (1905–1990)
- Sebastian Brant (1457–1521)
- Heinrich Brauns (1868–1939)
- Karl Gottlieb Bretschneider (1776–1848)
- Johannes Bugenhagen (1485–1558)
- Rudolf Karl Bultmann (1884–1976)

## C
- Abraham Calov (1612–1686)
- Johann Hieronymus Chemnitz (1730–1800)
- Johannes Clauberg (1622–1665)
- Joannes Cochläus (pr.i. Dobeneck) (1479–1552)

## D
- Alfred Delp (1907–1945)
- Otto Dibelius (1880–1967)
- Veit Dietrich
- Johann Konrad Dippel (1673–1734)
- Ignaz von Döllinger (1799–1890)

## E
- Gerhard Ebeling (1912–2001)
- Johann Eck (1486–1543)
- Mojster Eckhart (1260–1328)
- Margit Eckholt (1960)
- Werner Elert (1885–1954)
- Franz-Peter Tebartz-van Elst (1959)
- Ludwig Theodor Elze (1823–1900)
- Jerome Emser (1477–1527)
- Johann August Ernesti (1707–1781)

## F
- Peter Fiedler (1945)
- Heinrich Fries (1911–1998)
- Emil Fuchs (1874–1971)
- Josef Fuchs (1912–2005)

## G
- Burkhard Gladigow (1939–2022) (religiolog, filolog)
- Willibald Glas (1927–2022),
- Joachim Gnilka (1928–2018)
- Helmut Gollwitzer (1908–1993)
- Joseph Görres (1776–1848)
- Martin Grabmann (1875–1949)
- Gisbert Greshake (1933)
- Heinrich Grüber (1891–1975)
- Anselm Grün (1945)

## H
- Johann Georg Hamann (1730–1788)
- Gottlieb Christoph Adolf von Harless (1806–1879)
- Adolf Harnack (1851–1930)
- Karl von Hase (1800–1890)
- Manfred Hauke (1956)
- Johann Peter Hebel (1760–1826)
- Friedrich Heiler (1892–1967)
- Hans Hermann Henrix
- Valerius Herberger
- Johann Gottfried Herder (1744–1803)
- Johann Jakob Herzog (1805–1882)
- Bernd Jochen Hilberath (1948)
- Dietrich von Hildebrand (1889–1977)
- Hildegarda iz Bingna (1098–1179)
- Adolf Bernhard Christoph Hilgenfeld (1823–1907)
- Helmut Hoping (1956)
- Johann Leonhard Hug (1765–1846)
- Peter Hünermann (1929)

## I
- Hans Iwand

## J
- Bernd Janowski

## K
- Martin Kähler
- Rainer Kampling
- Andreas Karlstadt
- Horst Kasner
- Walter Kasper (1933)
- Wilhelm Emmanuel von Ketteler
- Athanasius Kircher (1602–1680)
- Renate Kirchhoff
- Nikolaus von Kues /Nikolaj Kuzanski (1401–1664)
- Lothar Kuld (1950)
- Hans Küng (1928–2021)

## L
- Karl Lehmann (1936–2018)
- Johann Gottlob Leidenfrost
- Friedrich Gustav Lisco
- Martin Luther (1483–1546)

## M
- Reinhard Marx (1953)
- Rabanus Maurus/Hraban Maver (780–856)
- Paul Augustin Mayer (1911–2010)
- Rupert Mayer (1876–1945)
- Markus Meckel
- Joachim Meisner (1933–2017)
- Philipp Melanchthon (1497–1560)
- Norbert Mette (1946)
- Johann Baptist Metz (1928–2019)
- Dietmar Mieth
- Johann Adam Möhler (1796–1838)
- Ambrosius Moibanus (1494–1554)
- Elisabeth Moltmann-Wendel
- Jürgen Moltmann (1926)
- Georg(e) Müller (1805–1898) (nem.-angl.)
- Gerhard Ludwig Müller (1947)
- Julius Müller (1801–1878)
- Thomas Müntzer (1488/89–1525)

## N
- Oswald von Nell-Breuning (1890–1991)
- Johannes Nider (1380–1438)
- Martin Niemöller
- Friedrich Immanuel Niethammer
- Karl Ernst Nipkow (1928–2014)
- Dorothea Nowak (1926–2011)

## O
- Gustav Friedrich Oehler
- Friedrich Christoph Oetinger
- Andreas Osiander
- Rudolf Otto (1869–1937)
- Franz Overbeck (1837–1905)

## P
- Johannes Piscator

## R
- Albert Raffelt
- Gerhard von Rad
- Hugo Rahner (1900–1968)
- Karl Rahner (1904–1984)
- Uta Ranke-Heinemann (1927–2021)
- Joseph Ratzinger (1927–2022)
- Wolfgang Regensburški?
- Hermann Samuel Reimarus (1649–1768)
- Franz Heinrich Reusch (1825–1900)
- Albrecht Ritschl
- Friedrich Rittelmeyer
- Wilhelm Rott (1908–1967)

## S
- Kurt Scharf (1902–1990)
- Friedrich Schleiermacher (1768–1834)
- Leo Scheffczyk (1920–2005)
- Bernhard Schlink
- Friedrich Schorlemmer (1944)
- Elisabeth Schüssler Fiorenza
- Michael Schmaus (1897–1993)
- Philipp Schwarzert Melanchthon (1497–1560)
- Albert Schweitzer (1875–1965)
- Friedrich Schweitzer (1954)
- Walter Simonis (1940-2012)
- Hans von Soden (1881–1945)
- Dorothee Sölle (1929–2003)
- Georg Spalatin (1484–1545)
- Philipp Spener (1635–1705)
- Johann Gustav Stickel (1805–1896)
- David Friedrich Strauss (1808–1874)
- Heinrich Seuse (1295/97–1366)
- Edith Stein (Teresia Benedicta vom Kreuz)
- Henrik Suzo [Henricus Suso; Heinrich Seuse] (1298–1366)

## T
- Johannes Tauler
- Teodorik iz Freiberga [Theodoricus Teutonicus de Vrîberg; Dietrich von Freiberg]
- Helmut Thielicke
- Paul Tillich (1886–1965)
- Tomaž Kempčan (1379–1471)
- Bernd Trocholepczy (1952)
- Ernst Troeltsch
- Jan-Heiner Tück (1967)
- Udo Tworuschka (1949) (religiolog)
- Werner Tzscheetzsch (1950)

## U
- Wolfgang Ullmann

## W
- Johann Hieronymus von Wedig
- Michael Welker
- Uwe Wolff

## Z
- Bartholomäus Ziegenbalg